# Ribera de Montoriol
La Ribera de Montoriol, aigües avall anomenada la Galcerana, és un curs d'aigua de la Catalunya del Nord, als Aspres (Rosselló), en els termes comunals de Montoriol i de Forques.

## Ribera de Montoriol
Es forma per la unió del Còrrec del Mas d'en Manent, que porta també les aigües del Còrrec de la Calcina, amb el del Mas d'en Delam, en terme de Montoriol, a prop a l'est de Montoriol d'Amunt, a l'extrem sud-occidental del terme, i discorre pel terme de Montoriol i de Forques, fins que a la zona de Reixac d'aquest darrer terme passa a anomenar-se la Galcerana. Segons d'altres mapes, és en terme de Montoriol que es produeix el canvi de nom, just quan s'uneix amb el Còrrec dels Hostalets, en el mateix poble de Montoriol d'Avall.
Després de la seva formació, rep per la dreta els còrrecs de Montagut i de les Picateres, travessa el Regatiu, el Mallol i el Solà, rep per la dreta el Còrrec de Xabric, després el del Bosc d'en Trilles i més tard el de la Coma

## La Galcerana
De la partida de Reixac cap a l'est, tots els autors coincideixen a anomenar-la amb aquest nom. De forma molt sinuosa, travessa un tram bastant pla del terme de Forques, fins que rep per l'esquerra el Riu Mateu. Després de dos forts meandres, rep per la dreta la Ribera de Llauró, moment en què es forma el Riu Major, poc després anomenat Cantarana.